# Rhyacophila gyamo
Rhyacophila gyamo är en nattsländeart som beskrevs av Schmid 1970. Rhyacophila gyamo ingår i släktet Rhyacophila och familjen rovnattsländor. Inga underarter finns listade i Catalogue of Life.